# Нова Гонија
Нова Гонија (грч. Νέα Γωνιά, Неа Гонија) је насељено место у општини Нова Пропонтида у периферији Средишња Македонија, Грчка. Према попису из 2021. године било је 417 становника.
Према бугарском географу и историчару, Василу Канчову, у Новој Гонији је 1900. године живело 182 Турака. Македонски историчар Тодор Симовски бележи да је турско становништво ромског порекла. Године 1924. турско становништво је принудно исељено у Турску а на њихово место је насељено 103 грчких избегличких породица, којих је на попису из 1928. године било 345. Село се раније звало Ченгенели Махала.